# Helgi Jónsson
Helgi Jónsson (Reikiavik, 1867 -1925) fue un botánico, y algólogo islandés.

## Algunas publicaciones
- 1912]. The marine algal vegetation of Iceland (enlace roto disponible en Internet Archive; véase el historial, la primera versión y la última).. The Botany of Iceland, edited by L. Kolderup Rosenvinge & E. Warming, J. Frimodt, Copenague, and John Wheldon and Co., Londres; Vol. 1, Part 1, 186 pp.
- 1911. The marine Algae of East Greenland. 4 pp.
- 1907. Bygging og líf plantna: Grasafraeði (Construcción y vida de las plantas: Botánica). Editor S. L. Möller, 300 pp.
- 1904a. The marine algae of East Greenland. Meddelelser om Grønland 30: 1-73
- 1904b. A contribution to the knowledge of the marine algae of Jan Mayen. 2 pp.
- 1903. Marine Algae of the Faeroes. Con Frederik Boergesen. Edición reimpresa. 496 pp.
- 1902. The marine algae of Iceland. Botanisk Tidsskrift 25: 378—380. 1902-1903

## Eponimia
Diatomea
- Navicula jonssonii Østrup

Fanerógamas
- (Myrtaceae) Myrceugenia jonssonii Kausel[1]
- (Orchidaceae) Microcoelia jonssonii Szlach. & Olszewski[2]